# Utsubora
Utsubora: The Story of Novelist (jap. ウツボラ Utsubora) – manga autorstwa Asumiko Nakamury, publikowana na łamach magazynu „Manga Erotics F” wydawnictwa Ohta Publishing od listopada 2008 do marca 2012. Całość została zebrana w dwóch tomach.
Na podstawie mangi powstała TV drama, która była emitowana na antenie Wowow od marca do maja 2023.

## Manga
Pierwszy rozdział mangi ukazał się 6 listopada 2008 w magazynie „Manga Erotics F”. Między 7 lipca 2010 a 6 września 2011 publikacja serii została wstrzymana ze względu na stan zdrowia Nakamury. Ostatni rozdział opublikowano 6 marca 2012. Wydawnictwo Ohta Publishing zebrało rozdziały mangi w 2 tankōbonach, wydanych 10 czerwca 2010 i 17 maja 2012.
W Polsce manga została wydana przez Waneko w jednym tomie zbiorczym.
| Nr | Język japoński  | Język japoński         | Język polski   | Język polski           |
| Nr | Data wydania    | ISBN                   | Data wydania   | ISBN                   |
| -- | --------------- | ---------------------- | -------------- | ---------------------- |
| 1  | 10 czerwca 2010 | ISBN 978-4-77-832113-0 | 9 grudnia 2019 | ISBN 978-83-8096-779-3 |
| 2  | 17 maja 2012    | ISBN 978-4-77-832164-2 | 9 grudnia 2019 | ISBN 978-83-8096-779-3 |

## TV drama
W marcu 2022 ogłoszono adaptację w formie TV dramy. Wyreżyserował ją Hiroto Hara na podstawie scenariusza Kazuhisy Kodery i Kiko Inoue, a muzykę skomponował Yūji Iwamoto. W roli głównej wystąpiła Atsuko Maeda. Serial był emitowany na antenie Wowow od 24 marca do 12 maja 2023, licząc łącznie 8 odcinków.

## Odbiór
Carlo Santos z Anime News Network pochwalił kreskę i projekty postaci. Docenił również fabułę, choć zauważył, że „szczegóły są miejscami nieco rozmyte”. Redakcja Comics Worth Reading wyraziła uznanie dla eksploracji kreatywności i niewiarygodności narracji. Sean Gaffney z A Case Suitable for Treatment docenił zarówno fabułę, jak i rozwój postaci, określając serię jako jeden z najlepszych tytułów, jakie przeczytał w tamtym roku.
W wydanym w 2013 roku przewodniku Kono manga ga sugoi! seria zajęła 13. miejsce na liście najlepszych mang dla czytelniczek. W 2014 roku manga została nominowana do nagrody Eisnera za najlepsze amerykańskie wydanie materiału międzynarodowego – Azja.